# Egesina grossepunctata
Egesina grossepunctata är en skalbaggsart som beskrevs av Stefan von Breuning 1963. Egesina grossepunctata ingår i släktet Egesina och familjen långhorningar. Inga underarter finns listade i Catalogue of Life.